# Nya Riksbankshuset, Örebro

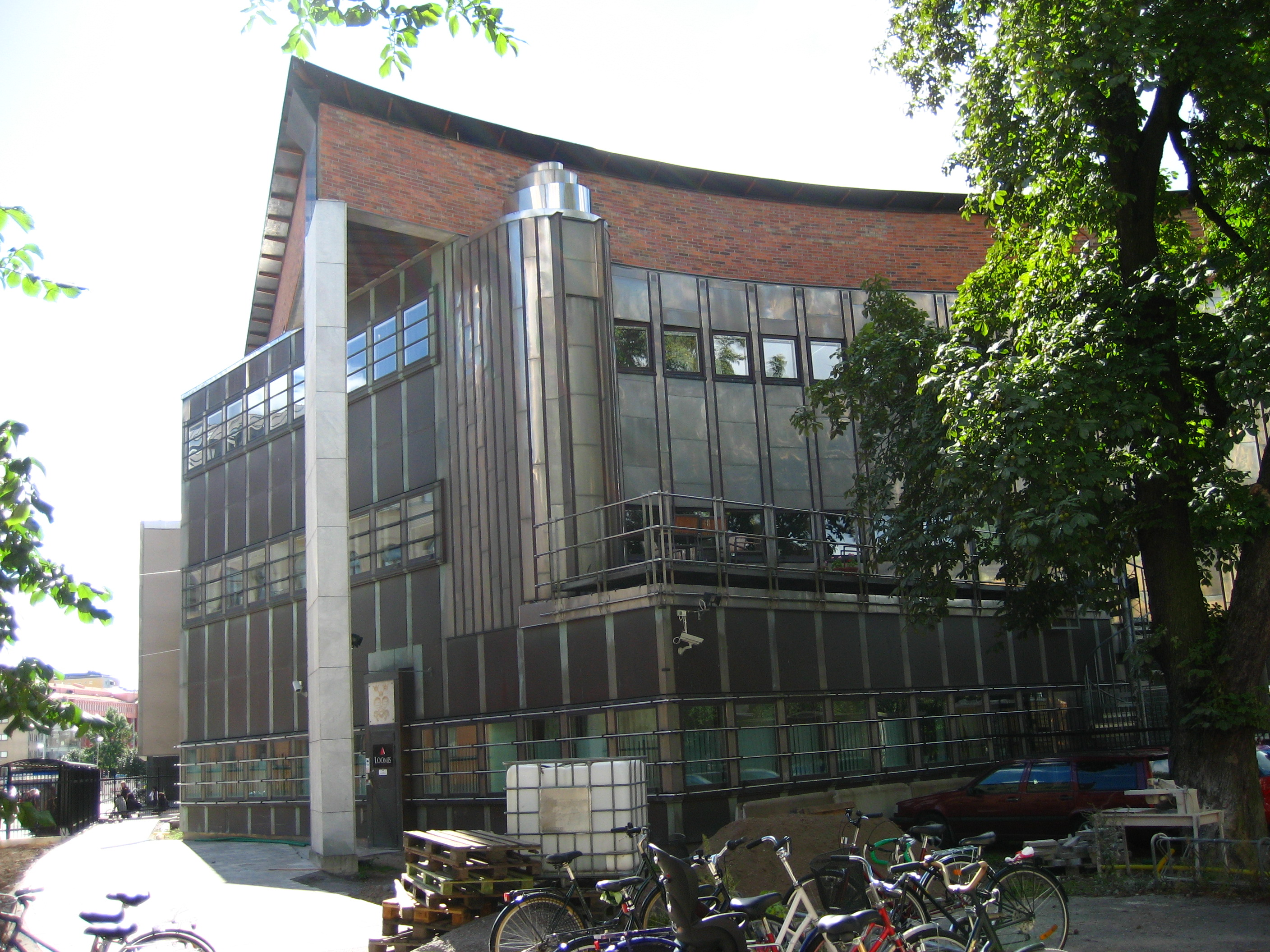
Fasad åt norr 2007

Nya Riksbankshuset i Örebro invigdes av Sveriges riksbank 1987, som en lokal filial till centralbanken. Fastigheten ligger inom det av Örebro kommun kallat Kulturkvarteret.

## Historik
Byggnaden uppfördes på en tomt i centrala Örebro i korsningen Fabriksgatan-Nygatan vid Konserthuset och Svartån. Den ritades av Jan Henrikssons arkitektkontor i Stockholm i en tidstypisk, postmodernistisk stil. Huset består i grunden av en enkel kub i tegel, vars fasader är kraftigt förvrängda och utseendemässigt deformerade. Den expressivaste sidan mot norr är konkav, med fasad i blankförnicklad koppar och har en lägre del som sticker ut ur kuben med 45 graders vinkel. Byggnaden är relativt sluten för att kunna uppnå den höga säkerhetsstandard som bankverksamheten kräver, vilket ger ett intryck som liknar en borg eller svårtillgänglig fästning. Söderfasaden har en tornliknande nisch, vilket vidare understryker detta intryck, som sägs associera till det närbelägna Örebro slott. Vissa menar dock att det ska likna ett stort skepp.
Fasaden mot väster är öppnare med stora glaspartier som blottar kontorsverksamheten innanför. Den 17 maj 1999 stängde Riksbanken sina kontor för allmänheten, och det lokala riksbankskontoret i Örebro, tillsammans med övriga kvarvarande, överfördes till det nya bolaget Pengar i Sverige AB (PSAB). Pengar i Sverige AB var ett helägt dotterbolag till Riksbanken, och övertog den 1 juni 1999 sedeldistributionen i Sverige. År 2004 lade Riksbanken ned Pengar i Sverige AB, med bakgrund till att Securitas upphävde ett avtal om att köpa bolaget.
Efter att riksbankens kontor för allmänheten stängdes byggdes delar av fastigheten om, och hyser sedan dess andra verksamheter, bland annat en akutvårdcentral. Även värdehanteringsföretaget Loomis har haft ett lokalt platskontor, en så kallad CashShop, i Riksbankshuset.
I november 2017 beslutade kommunfullmäktige i Örebro kommun att godkänna att Örebroporten Fastigheter AB förvärvade riksbankshuset. Köpet av fastigheten värderades till 70 miljoner kronor, och syftade till att möjliggöra uppförandet av en ny byggnad för kulturverksamhet samt skydda Riksbankshusets kulturmiljövärden.
Hyresgäster är Region Örebro Län med vårdcentraljour och BUP. Under 2021 flyttade Örebro konsthall in i huset.